# Testy psychofizyczne
Testy psychofizyczne – metoda badania reakcji organizmu człowieka na działanie bodźców, odbieranych przez zmysły. 
Testy są głównym narzędziem psychofizyki (wchodzącej w zakres kognitywistyki). Są stosowane w czasie badań funkcji mózgu i umysłu. Znajdują również zastosowania w diagnostyce medycznej, ponieważ zmniejszenie się wrażliwości na bodźce zmysłowe jest charakterystycznym objawem niektórych chorób. W wielu sytuacjach spadek możliwości odbierania jednego rodzaju wrażeń powoduje wzrost czułości innych zmysłów (np. zmysłu słuchu, dotyku, węchu u osób z wadami wzroku). 
Wyniki badań psychofizycznej sprawności człowieka, prowadzone przez specjalistów w dziedzinie medycyny pracy, często decydują o możliwościach wykonywania określonych zadań zawodowych (np. kierowcy, policjanci). Pozwalają też kontrolować zmiany, zachodzące w organizmie człowieka pod wpływem uciążliwości występujących w pracy (np. wady słuchu u osób obsługujących maszyny budowlane lub pilotów samolotów) i projektować skuteczne środki ochrony BHP. 
Testy psychofizyczne są podstawowym narzędziem analizy sensorycznej, czyli badań jakości artykułów spożywczych, artykułów chemii gospodarczej, środków kosmetycznych, zanieczyszczonego powietrza i wody itp. W analizach sensorycznych biorą udział zespoły oceniających, którzy spełniają określone w normach kryteria sprawności sensorycznej.
Zadaniem osoby rozwiązującej testy psychofizyczne może być np.:
- określanie, jaki najmniejszy bodziec wywołuje wrażenie (najcichszy dźwięk, najsłabszy zapach, najmniejsze nasycenie barwy przedmiotu),
- uszeregowanie kilku ocenianych próbek według siły odbieranego wrażenia (np. od najmniej do najbardziej słodkiej),
- porównanie różnych próbek i wskazanie, która z nich jest inna od pozostałych (np. trochę inaczej pachnie, ma trochę inny kolor).

Testy powinny być przeprowadzane w warunkach umożliwiających pełną koncentrację osoby badanej na rozwiązywanym zadaniu (izolacja od innych bodźców zmysłowych, dobry nastrój).

## Psychika jako obiekt badań

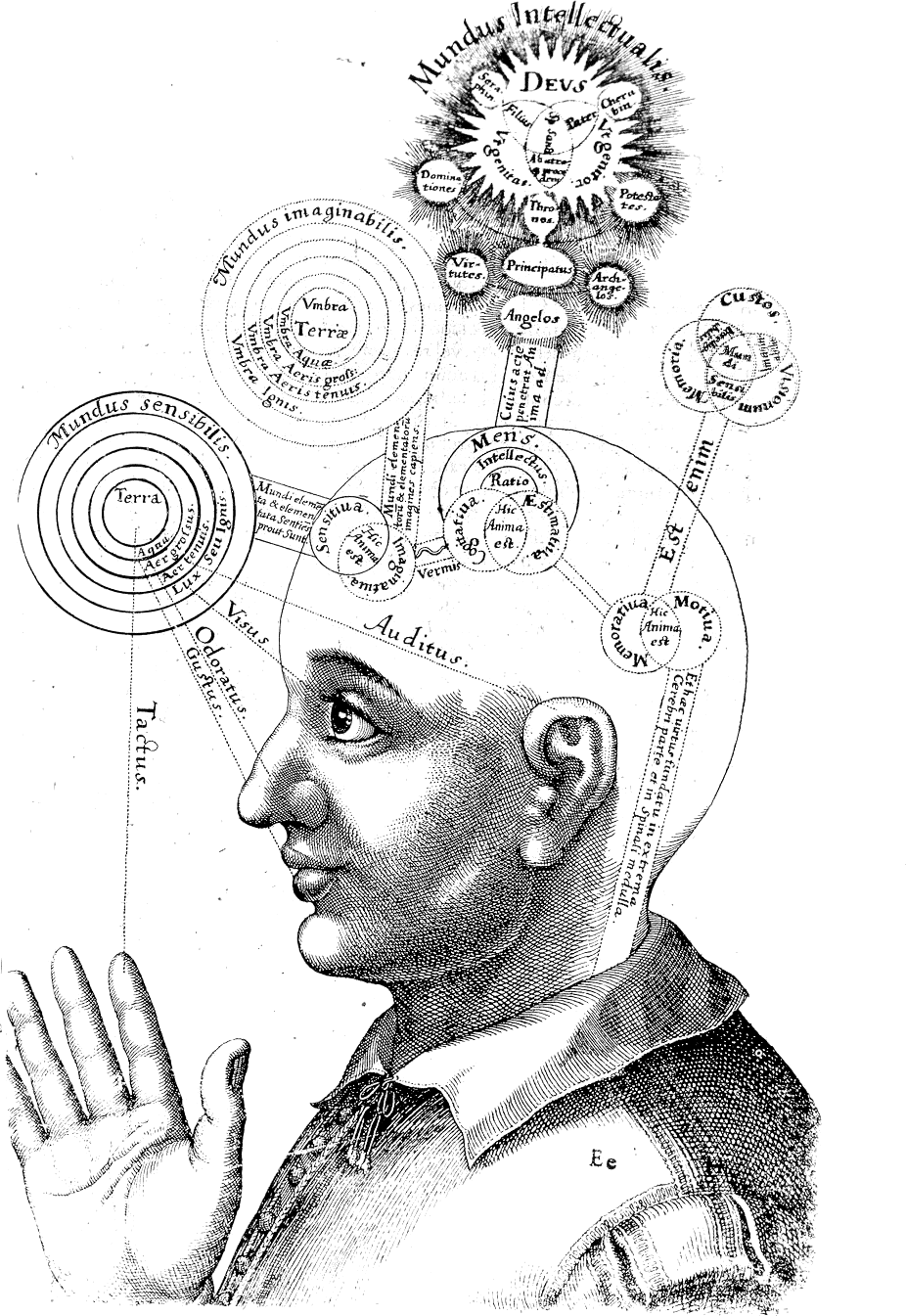
Integracyjna działalność mózgu – powstawanie "percepcyjnego obrazu świata"

Charakterystyczny dla człowieka system analizy informacji o otoczeniu, odbieranych przez narządy zmysłów, kształtuje się przez całe życie. Jest zależny od wrodzonych cech biofizycznych oraz przebiegu uczenia się interpretacji określonych zbiorów zewnętrznych bodźców. Tak ukształtowany system, to zespół względnie trwałych indywidualnych cech lub dyspozycji człowieka, decydujący o jego zachowaniach, możliwości adaptacji do środowiska społeczno-przyrodniczego, wewnętrznej integracji myśli i uczuć. Cechami tego systemu zajmuje się psychologia. 
Badania psychologiczne są prowadzone z użyciem różnorodnych testów psychometrycznych, spośród których najbardziej popularne są testy inteligencji, inteligencji emocjonalnej, osobowości, uzdolnień, wiedzy. Mniej uwagi poświęca się problemom odbierania bodźców zewnętrznych, które ukształtowały osobowość i nieustannie – bez udziału świadomości – wpływają na stan umysłu. Najbardziej dobitnie świadczą o tym groźne zaburzenia osobowości, występujące w warunkach długotrwałej deprywacji. Podobną wymowę mają takie przypadki zaburzonej percepcji, jak złudzenia (np. wzrokowe) lub zakłócenia odbioru obrazów barwnych w warunkach oświetlenia monochromatycznego, które nie występowało w naturalnym środowisku w czasie kształtowania się umysłu. 
Problemy percepcji bodźców zewnętrznych leżą w dziedzinie psychofizyki – nauki leżącej na pograniczu psychologii i takich nauk jak fizyka (w tym – biofizyka), chemia (w tym biochemia) lub fizjologia (w tym neurofizjologia, psychofizjologia). Za jej początek uznaje się sformułowanie prawa Webera-Fechnera (druga połowa XIX wieku).  Głównym celem psychofizyki jest określenie zależności rodzaju i siły wrażeń zmysłowych od rodzaju i wielkości odbieranych bodźców. Narzędziem badawczym są testy psychofizyczne.

## Rodzaje badań psychofizycznych
Wielkość bodźców zmysłowych (np. chemicznych i fizycznych – akustycznych, świetlnych, mechanicznych, cieplnych) może być określana z użyciem metod obiektywnych (pomiarów o dużej dokładności). Wielkości i rodzaju odbieranych przez człowieka wrażeń nie można zmierzyć równie dokładnie. Utrudnia to określenie wzajemnej zależności.
Człowiek korzysta z indywidualnego "układu pomiarowego" – narządów zmysłów o unikalnej charakterystyce. Interpretuje odebrane sygnały, korzystając z własnej (również niepowtarzalnej) bazy danych – wzorców odziedziczonych i życiowych doświadczeń. Reakcje człowieka na bodziec są w dużym stopniu zależne od sytuacji (warunków badania), a przekaz o odebranych wrażeniach nie zawsze jest jednoznaczny. Wymienione czynniki powodują, że osiągnięcie wysokiej precyzji ocen sensorycznych nie jest możliwe. Aby takie oceny spełniały kryteria stawiane pomiarom, należy rygorystyczne przestrzegać zaleceń odpowiednich norm. Wyniki poprawnie wykonanej analizy sensorycznej umożliwiają wnioskowanie statystyczne, np. wyznaczanie wartości średnich i parametrów rozrzutu wyników indywidualnych i wyników w próbie populacji. 
W czasie sensorycznych analiz towarów oraz testów sensorycznej wrażliwości ludzi są stosowane takie metody badania wrażeń, jak:
- określanie progów percepcji
- kategoryzacja (np. tworzenie grup zapachów "kwiatowych", "owocowych", "gnilnych")
- skalowanie według wybranej cechy wrażenia (np. nasycenie barwy, stopień słodkości, szorstkości)

W każdym z tych przypadków można przeprowadzać takie testy psychofizyczne, jak:
- technika "tak/nie" (np. "słyszę/nie słyszę", "widzę/nie widzę", "czuję/nie czuję")
- testy różnicowe: "parzyste"[a], "trójkątowe"[b], duo-trio[c], dwa z pięciu[d] i inne
- skale: nominalne[e], porządkowe[f], przedziałowe[g], ilorazowe[h].

Procedury wykonywania testów są szczegółowo opisane w specjalistycznych normach.

### Badania progów percepcji
Wartości progów percepcji wrażeń zmysłowych są wykonywane:
- metodą limitów
- metodami różnicowymi

#### Metoda limitów
Metoda limitów polega na prezentowaniu osobie oceniającej wrażenia serii bodźców o różnej wielkości.
Seria może być prezentowana "sekwencyjnie w górę" (od bodźców podprogowych do wartości większych od progu), "sekwencyjnie w dół" lub losowo. W galerii G1 zamieszczono poglądowy przykład prezentacji próbek o rosnącym nasyceniu barwy. Wynikiem pomiaru jest wartość bodźca, mieszcząca się między wartościami nasycenia, przy których uzyskano sąsiednie odpowiedzi "nie-nie widzę barwy" i "tak-widzę barwę". Oblicza się średnią geometryczną z tych dwóch wielkości (sposób uśredniania jest konsekwencją prawa Webera-Fechnera). 
Metoda limitów jest wykorzystywana np. w czasie pomiarów progów wyczuwalności zapachu różnych związków chemicznych z użyciem olfaktometrów. Uczestnicy pomiarów oceniają zapach serii próbek o różnych stężeniach (stanowiących szereg geometryczny). Oblicza się średnią geometryczną z sąsiednich wartości stężeń, przy których udzielono odpowiedzi "nie-nie czuję" i "tak-czuję". Analogiczny przebieg mają audiometryczne badania słuchu (galeria G2). Osobie badanej są prezentowane serie bodźców o określonej częstotliwości i ciśnieniu akustycznym rosnącym do chwili zasygnalizowania "tak-słyszę". 
Procedura pomiarów może być zmodyfikowana przez wprowadzenie tzw. stałego bodźca, w tym przypadku – bodźca "zerowego", tj. czysta woda - w przypadku badań smaku, próbka biała – w przypadku ocen barwy itp. W czasie oznaczeń progu wyczuwalności zapachu metodą olfaktometrii dynamicznej stosuje się czyste powietrze odniesienia, prezentowane oceniającemu naprzemiennie z badaną próbką lub jako strumień wypływający z dodatkowego wylotu olfaktometru.

#### Testy różnicowe
Testy różnicowe polegają na prezentowaniu oceniającym dwóch lub większej liczby próbek, wśród których część może, a część nie może wywoływać wrażenia (próbki "zerowe"). 
W "parzystych" testach różnicowych oceniający porównuje dwie nieoznaczone próbki – zerową (np. bez barwy, smaku, zapachu) i niezerową. Jest proszony o wskazanie, która z nich wywołuje wrażenie zmysłowe. Stosowane są testy obligatoryjne (tzw. testy wymuszonego wyboru) lub fakultatywne (dopuszczalna odpowiedź – "nie wiem"). Jeżeli oceniany bodziec jest mniejszy od progu percepcji, prawdopodobieństwo wymuszonego poprawnego wskazania próbki niezerowej jest równe 0,5. Uzyskanie większych częstości poprawnych wskazań oznacza przekroczenie progu percepcji.
Próbki powietrza czystego i zanieczyszczonego, stosowane w czasie oznaczeń progu węchowej wyczuwalności czystych związków chemicznych i mieszanin, prezentuje się osobom oceniającym (bez rozpoznawalnych oznaczeń). Zgodnie z PN-EN 13725 powinny być przygotowywane w takich olfaktometrach dynamicznych, które umożliwiają losową zamianę punktów wypływu strumienia powietrza czystego i zanieczyszczonego. Zadaniem oceniającego jest wskazanie, z którego wylotu wypływa powietrze zanieczyszczone.
Dostępne są olfaktometry dynamiczne, które umożliwiają równoczesną prezentację oceniającym większej liczby strumieni (np. trzy lub pięć wylotów przy jednym stanowisku). Umożliwia to stosowanie innych testów różnicowych, np. testów "trójkątowych" lub "dwa z pięciu". W czasie testów trójkątowych z dwóch wylotów wypływa czyste powietrze, a z jednego – powietrze zanieczyszczone. Zadaniem oceniających jest wskazanie strumienia zanieczyszczonego. W sytuacjach, gdy stężenie odoranta jest mniejsze od progu, wśród wymuszonych wskazań jest 33% wskazań poprawnych, co jest uwzględniane w czasie obliczeń wyniku testu. Analogiczne zadania są rozwiązywane w czasie testów "dwa z pięciu" (wskaż dwie próbki spośród prezentowanych pięciu).

### Badania progów różnicy (dyskryminacja sensoryczna)
Testy analogiczne do stosowanych w czasie oznaczeń progów wyczuwalności mogą być używane w czasie określania progów różnicy, czyli ustalania, jaka najmniejsza zmiana rodzaju lub wielkości bodźca spowoduje zauważalną zmianę wrażenia (np. dyskryminacja czuciowa, dyskryminacja w akustyce, dyskryminacja zapachów). Poglądowy przykład (galeria G4.1-4.3) dotyczy sposobu określania, czy zmiana odcienia barwy próbki, polegająca na zwiększeniu udziału czerwieni (R), jest większa od progu percepcji różnicy. W galerii zamieszczono – do oceny – trzy "trójkąty": próbka ze zwiększonym udziałem R i dwie próbki nie zmienione (kolejność prezentacji w "trójkącie" jest zmieniana). Udzielenie poprawnych odpowiedzi na pytanie testu: "Która z trzech prezentowanych próbek jest inna od dwóch pozostałych?" nie powinno w tym wypadku sprawić trudności. Pojawienie się trudności może oznaczać wystąpienie jednej z form "ślepoty barw". 
Klasyczną metodą badań ślepoty barw są testy Ishihary (zobacz – galeria G5), w których porównywana jest barwa fragmentów pola. Odróżnianie tych barw umożliwia odczytanie liczb. W tej samej grupie testów mieszczą się badania reakcji wzroku na kontrast (dyskryminacja luminancji). Stosowane są urządzenia, w których osobie badanej jest wyświetlana krata o stopniowo zwiększanym kontraście. Osoba badana naciska przycisk, gdy rozpozna kształt kraty. 
Różnicowe testy dyskryminacji smaku i zapachu – parzyste, trójkątowe i inne – są stosowane w czasie kontroli jakości próbek artykułów spożywczych, kompozycji zapachowych itp. Stwierdzenie identyczności próbek ocenianych towarów i wzorców lub stopnia podobieństwa próbek pochodzących z różnych źródeł wymaga udziału specjalistów o wysokich, specjalistycznych kwalifikacjach. Sposób przygotowania oceniających oraz prowadzenia pomiarów jest opisany w normach. Szkolenia są prowadzone w akredytowanych laboratoriach specjalistycznych.
W ramach kontroli, czy określona partia np. soku owocowego pochodzi od wskazanego producenta, czy jest imitacją, można przeprowadzić testy trójkątowe. Mogą polegać na wielokrotnym prezentowaniu zespołowi oceniających trzech próbek (np. wzorzec-wzorzec-imitacja, wzorzec-imitacja-wzorzec, ...), z prośbą o wskazanie, która z próbek jest imitacją. Uzyskanie - w teście wymuszonego wyboru - podobnej liczby wskazań każdej z próbek oznacza, że różnica między wzorcem i imitacją nie jest wyczuwalna. Duża zgodność wskazań jednej próbki świadczy o dużej różnicy między wzorcem i imitacją.

### Testy identyfikacji wrażeń
Możliwość dyskryminacji wrażeń (stwierdzenia, że są różne) nie oznacza, że oceniający jest w stanie je zidentyfikować – skojarzyć z właściwym wzorcem, nazwą, obrazem, wzorem chemicznym itp. Rozwiązując test, każdy człowiek poszukuje odpowiedzi we własnej, często niepełnej, pamięciowej bazie wzorców i określeń wrażenia. 
Charakteryzuje to przykład przestrzeni barw. Zdolność do odróżniania odcieni nie oznacza zdolności do werbalnego określenia poszczególnych kolorów lub do oszacowania jasności barw składowych – czerwonej, zielonej i niebieskiej (RGB i inne systemy klasyfikacji barw). Jeszcze większe trudności występują przy próbach identyfikacji i klasyfikacji wrażeń węchowych. Umiejętnością identyfikacji wysokości dźwięku (bez porównania ze wzorcem) dysponują tylko ludzie obdarzeni słuchem absolutnym. 
Najbardziej znany w środowisku medycznym psychofizyczny test identyfikacji zapachów (I) jest równoczesnym badaniem węchu, pamięci i zdolności do kojarzenia. Test polega na prezentacji pacjentowi czterdziestu popularnych zapachów. Pacjent zdrapuje z papieru powłokę z mikrokapsułkami zawierającymi odoranty. Jego zadanie polega na powąchaniu próbki i wybraniu jednej spośród czterech odpowiedzi, proponowanych w teście (werbalne określenia rodzaju zapachu). Wybór jest obligatoryjny (tzw. "test wymuszonego wyboru").

### Skalowanie
Technika skalowania jest stosowana przede wszystkim w czasie ocen intensywności (natężenia) wrażeń lub stopnia odczuwanej niechęci lub przyjemności. Są tu stosowane skale punktowo-werbalne, graficzne lub skale wzorców (patrz np. skalowanie intensywności zapachu i skala jakości hedonicznej).  
Metody skalowania mogą być stosowane również w odniesieniu do rodzaju wrażeń.  W testach zmierzających np. do określenia stopnia podobieństwa zapachu próbki do zapachu trzech związków (wzorców A, B i C o dobrze znanych zapachach) zadanie oceniającego może polegać na powąchaniu próbki i określeniu prawdopodobnych udziałów składników mieszaniny A+B+C. Uczestnicy takich badań podświadomie zakładają, że duże podobieństwo zapachu próbki do zapachu związku A oznacza jego największy udział w mieszaninie i wskazują punkt położony blisko wierzchołka A na trójkącie stężeń. W centrum trójkąta są lokowane próbki, których zapach nie przypomina żadnego z wzorców.

## Przykłady zastosowań testów psychofizycznych
Wyniki badań progów percepcji i innych testów psychofizycznych mają zastosowanie w różnych dziedzinach, takich jak ochrona środowiska (hałas, odory), ochrona bezpieczeństwa pracy, technologia środków zapachowych, oceny jakości artykułów spożywczych (analiza sensoryczna). Wykazano, że wyniki badań progów percepcji oraz zdolności do dyskryminacji i identyfikacji  wrażeń zmysłowych mogą być również stosowane w medycynie, jako informacje wspomagające proces diagnostyczny.
- Przykład 1:

Wykazano, że obniżanie się progów wyczuwalności zapachów jest obserwowane we wczesnych stadiach choroby Parkinsona. Równocześnie zmniejsza się zdolność pacjentów do odróżniania zapachów (dyskryminacja) i do ich identyfikacji. Badania dotyczyły grupy 102 chorych, których wyniki porównano z wartościami uzyskanymi w czasie badań grupy kontrolnej (około 2000 osób). Stwierdzono statystycznie istotną różnicę między wynikami obu grup.
- Przykład 2:

Progi wrażliwości wzroku na określone barwy oraz progi percepcji kontrastu oświetlenia ulegają zmianie w przebiegu niektórych chorób. Doświadczalnie potwierdzono możliwość wykorzystania pomiarów tych progów w diagnostyce stwardnienia rozsianego.
- Przykład 3:

Sprawność psychofizyczna ma ścisły związek z powodowaniem przez kierowców wypadków drogowych. Stosowane są testy umożliwiające określenie czasu i prawidłowości reakcji na różne bodźce wzrokowe, obejmujące badania wrażliwości na kontrast, szybkość adaptacji do ciemności, rozpoznawanie barw, koncentracji uwagi itp..